# Fascellina castanea
Fascellina castanea là một loài bướm đêm trong họ Geometridae.